# جاك إدواردز (سياسي بريطاني)
جاك إدواردز (بالإنجليزية: John Edwards)‏ هو محامي ومحام بالقضاء العالي وسياسي بريطاني (وحمل سابقاً جنسية المملكة المتحدة لبريطانيا العظمى وأيرلندا)، ولد في 28 فبراير 1882 في المملكة المتحدة، وتوفي في 23 مايو 1960. حزبياً، نشط في الحزب الليبرالي. في الانتخابات العمومية البريطانية 1918 ‏، انتخب عضو برلمان المملكة المتحدة الـ31 عن دائرة أبيرافون (14 ديسمبر 1918 – 26 أكتوبر 1922).